# Orlen
Orlen (in precedenza PKN Orlen, derivante dall'acronimo polacco: Polski Koncern Naftowy Orlen) è un'azienda polacca operante nel settore del petrolio e della rivendita di carburanti. La società è attiva a livello internazionale (Polonia, Repubblica Ceca, Slovacchia, Germania e repubbliche baltiche) ed è quotata alla Borsa di Varsavia.
Orlen è sponsor del Campionato polacco di pallavolo femminile e della relativa nazionale femminile, e dal 2020 al 2022 è stata co-title sponsor del team Alfa Romeo nel campionato di Formula 1, mentre dal 2023 sponsorizza la Racing Bulls F1 Team.

## Storia

### Fondazione
L'impresa è stata creata attraverso la fusione di due imprese petrolchimiche statali: C.P.N. (Centrala Produktów Naftowych), monopolista della vendita al dettaglio della Polonia comunista, e Petrochemia Płock, ditta statale responsabile delle raffinerie di petrolio a Płock, il più grande complesso del suo genere in Polonia. Dopo la fusione di CPN e Petrochemia Płock nel 1999, la società è stata rinominata come Polski Koncern Naftowy (PKN), con Orlen aggiunto alcuni mesi dopo come marca del consorzio. Il nuovo nome deriva da Orl- per "orzeł" (in polacco: "aquila") e il suo aggettivo "orli", e -en per "energia".

### Anni recenti
Oggi è il più grande distributore di carburante in Polonia con oltre 2000 stazioni di servizio. L'azienda gestisce il più avanzato e il secondo complesso più grande per la produzione di acido tereftalico in Europa. Ha anche investimenti all'estero, compreso l'acquisto di Mažeikių Nafta (Lituania) e una quota di maggioranza in Unipetrol, un raffinatore ceco. Nel 2003 PKN Orlen ha avuto la possibilità di acquistare 500 stazioni di rifornimento in Germania settentrionale da BP, sotto la premessa di una regola anticoncorrenziale quando BP acquisì Aral. Al 2007 PKN Orlen disponeva di 581 stazioni di rifornimento in Germania (484 con il marchio Star, 58 con il marchio Orlen e 29 sotto un marchio di supermercati).
PKN Orlen è stato coinvolto nei colloqui di fusione con il gruppo petrolifero ungherese MOL nel 2005. Se fuse, le due imprese avrebbero creato un gigante regionale e controllato gran parte dell'industria petrolifera dell'Europa centrale; tuttavia, la fusione prevista non è riuscita. A seguito dei piani di fusione rigettati, PKN Orlen ha acquistato una quota di maggioranza in Unipetrol. Nel maggio 2006, la società ha annunciato il suo maggior investimento di sempre quando ha acquisito dalla Yukos una quota di maggioranza della società lettone Mažeikių Nafta - ora Orlen Lietuva -, la più grande azienda dei Paesi baltici. Con il completamento dell'acquisizione, PKN Orlen è diventata la più grande società dell'Europa centrale.
PKN Orlen, sotto una joint venture con la ditta olandese Basell, possiede anche la più grande azienda polacca di plastica.
Il 3 luglio 2023, la società ha cambiato nome da PKN Orlen a Orlen S.A., per riflettere la sua diversificazione dai combustibili fossili. Nel settembre 2023, la Commissione europea ha approvato l'acquisizione da parte del Gruppo Orlen della divisione vendita al dettaglio di consumo della società commerciale petrolifera austriaca Doppler-Gruppe, che gestisce 266 stazioni di rifornimento in Austria con il marchio discount Turmöl.

## Marchi e sussidiarie del PKN Orlen Group

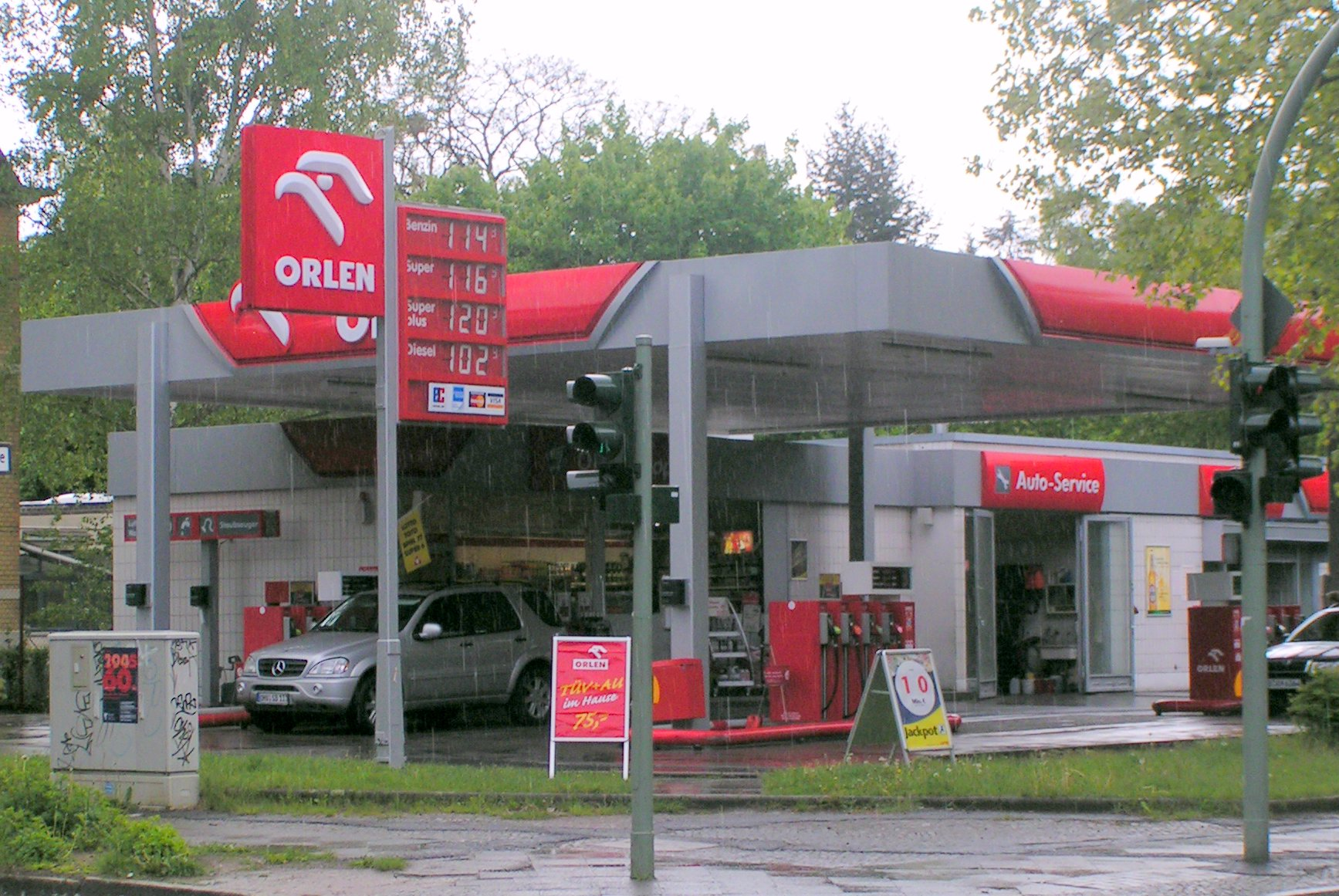
Stazione di servizio PKN Orlen in Germania.

- Basell Orlen Polyolefins (Plastica e materiali sintetici)
- Orlen (marchio di stazioni di servizio in Polonia e Germania)
- Star (marchio di stazioni di servizio in Germania)
- Petrochemia Płock (marchio sul mercato polacco)
- PetroProfit (marchio sul mercato polacco)
- PetroZachod (marchio sul mercato polacco)
- Arge (marchio sul mercato polacco)
- UniPetrol (azienda nazionale ceca di petrolio)
- Benzina (catena di rivendita di Unipetrol)
- Solino (produttore di sostanze chimiche)
- Anwil (azienda chimica polacca)

## Controversie: l'"Orlengate"
Il cosiddetto "Orlengate" è il più grande scandalo di corruzione nella storia politica moderna della Polonia. È successo durante il governo di sinistra del partito postcomunista SLD (Sojusz Lewicy Demokratycznej, Alleanza della sinistra democratica). Scoperto nel 2004, lo scandalo ha avuto inizio con l'arresto il 7 febbraio 2002 dall'UOP (Ufficio per la protezione dello Stato) di Andrzej Modrzejewski, amministratore delegato di PKN Orlen. L'arresto poco prima di un incontro con il board provocò la rimozione di Modrzejewski dal suo incarico e quindi il mancato accordo per una fornitura all'azienda del valore di 14 miliardi di dollari.